# Jocs (disc de Lluís Llach)
Jocs és el nom d'un disc publicat per Lluís Llach l'any 2002 amb la discografica BMG/Ariola. Hi figura una cançó ("Ara mateix") la lletra de la qual pertany a un poema de Miquel Martí i Pol en la qual torna a grabar la cançó que havia enregistrat vint anys abans.

## Llista de cançons[1]
1. Un no-sé-què − 4:34
2. Ens veiem a folegandros − 5:32
3. Neofatxes Globals − 2:32
4. Fabià − 4:58
5. Si un adéu d'amor − 3:30
6. Vell és tan bell − 5:37
7. Ara mateix − 17:46